# 김일훈 (한의사)
김일훈(金一勳, 1909년 음력 3월 25일 - 1992년 양력 5월 19일)은 한국의 한의학자이자 독립운동가이며 성리학자, 철학자, 정치인, 약초 연구가이다. 일제강점기와 대한민국 건국 초기의 한의학자이자 우리가 알고있는 죽염과 유황오리의 최초 발명자이다. 유황과 다슬기의 효능을 연구하였고, 홍화씨의 근골 강화 약성을 발견하여 보급시켰고, 암치료제 오핵단과 사리장을 개발하였다. 또한 목에 좋은 무엿과 폐에 좋은 호두기름 제조법을 개발하여 보급하였다.
일제 강점기에 만주에서 항일 무장운동을 하다가 체포되었으나 탈옥하였고, 이후 산지에서 약초를 캐며 약초 연구를 하였다. 정치활동으로는 제1공화국 당시 이승만의 측근의 한 사람이자 자유당의 창당에 참여한 적이 있다. 정계 은퇴 이후에는 다시 약초 연구와 진료, 강연 활동을 했으며 무료 진료로 명성을 날렸다. 성리학으로는 노론 화서학파의 법통을 계승하였다. 호는 인산(仁山)이다.

## 생애
인산 김일훈은 1909년(융희 3년) 음력 3월 25일 함경남도 홍원군 용운면 연흥리의 유의(儒醫) 집안에서 태어났다. 어릴때부터 신동이였으며, 유학자였던 아버지의 뜻에 의해 화서학파의 스승을 찾아가 성리학과 글을 배웠다. 어느 날 비가 개인 하늘의 무지개를 보고 깨달음을 얻어 이때부터 무료 진료 활동을 펼쳤다.
1925년 17세에 조선인 아이들을 괴롭히는 일본인 학생들을 때려 눕힌뒤 체포를 피해 만주로 피신, 독립운동에 투신하였다. 이때 만주 의병장인 변창호의 모아산 부대원으로 항일전투에 참여하였다가 총독부 경찰에 체포되어 경성부로 송환, 서대문형무소에 투옥되었으나 탈옥하였다. 감옥을 탈옥한 뒤 광복 직전까지 전국의 산지를 다니며 약초를 연구하였다. 또한 백두산, 묘향산 등지에서 20여년 동안 생활하면서 자연물의 약리작용을 간파하였고, 러시아까지 다녀오기도 했다. 또한 곳곳에서 병명도 모른 채 죽어가는 사람들을 대가 없이 살려내 신의(神醫)로 불리었다.
해방 후에는 정치활동에 참여하여 이승만의 측근의 한 사람이자 자유당의 창당에 참여하였으나 1952년 정계에서 은퇴하였다. 그뒤 경상남도 함양군으로 내려가 약초 연구와 진료 활동, 강연 활동에 전념하였다. 타계하기까지 돈 받지 않고 환자를 치료하여 '가난한 민초들의 의왕'으로 존경받았다. 그밖에 민간 죽염의 제조기술을 개발하여 확신시켰으며 유황과 다슬기의 효능을 연구하였으며, 다슬기의 색이 인간의 간의 색과 유사하여 간에 좋은 점을 발견해냈다. 그는 또한 유황오리 요리를 개발하기도 했다. 최후이자 최대의 발명품으로 사리장을 제조하여 암치료에 응용하였다.
저서로는 우주와 신약 (宇宙와 神藥), 구세신방(救世神方), 신약본초 (神藥本草) 등의 의서와, 의론(醫論)과 시사담론을 수록한 어록집 신의 (神藥) 등을 남겼고, 서예작품이 몇 점 전해온다. 만년에는 원고 집필과 강연 활동, 조선일보 등 언론사 초청 좌담회 등에 출연하였다. 1987년에 죽염을 더욱 널리 보급하기 위하여 인산가를 설립하였다. 1992년 5월 19일 함양군 함양읍 교산리에서 향년 84세로 사망하였다.
1989년부터 1992년까지 삼남(김윤숭) 저택 신약당에서 기거하였다. 1992년 5월 19일 경상남도 함양군 함양읍 교산리 968-2, 함양아파트 206호 자택에서 사망하였다. 당시 그의 나이 향년 84세였다. 함양읍 죽림리 농장 뒤편 산에 안장되었다.
2009년 삼남 김윤수가 이사장으로 있는 사단법인 인산학연구원 주최로 탄신 100주년 기념 함양학학술대회-함양근현대 9인의 학문세계-를 함양군청 대회의실에서 개최하였다.

## 저서
- 《우주와 신약》 (광제원, 1980)
- 《신약》 (도서출판 나무, 1986)
- 《신약》 (광제원, 1991)
- 《구세신방》 (광제원, 1990)
- 《신약본초》 (광제원, 1992)
- 《인산암처방집》 (신약당, 1994)
- 《신의원초》 (인산출판사, 1996)
- 《의사여래》 (인산출판사, 1997)
- 《의약신성》 (인산출판사, 1998)
- 《활인구세》 (인산출판사, 1999)
- 《신약본초3》 (인산출판사, 2004)

## 같이 보기
- 화서학파
- 자유당
- 유중교
- 유인석
- 김평묵
- 최익현
- 이승만
- 이기붕
- 이범석
- 허준
- 이제마
- 인산가

## 관련 자료
- 박홍식, 〈인산 김일훈의 의철학〉, 동양철학연구회, 《동양철학연구 61권》 (동양철학연구회, 2010) 415-442 pp
- 인송인창: 인산(仁山) 김일훈(金一勳) 의학사상의 철학적 이해, 한국동서철학회, <동서철학연구> 69권0호 (2013), pp.5-28
- 매일건강신문사, 《월간 한방과 건강 2006.6월호》 (매일건강신문사, 2006)
- 한방과 건강 편집부, 《월간 한방과 건강 2008.9월호》 (매일건강신문사, 2007)
- 뉴스메이커편집부, 《월간 뉴스메이커 3월호》 (뉴스메이커, 2009)
- 최은아, 《의황》 (범우사, 2012)

## 참고 문헌
- 김선, 《별난 사람 별난 인생 1,2》 (도서출판 중명, 1996)
- 최성민, 《풍물기행 나를찾아 떠난다》 (김영사, 2002)
- 김윤숭, 《함양구경》 (다운샘, 2008)
- 김윤숭, 《함양구경》 (다운샘, 2009)
- 김윤숭, 《지리산문학관33》 (그림과책, 2009)
- 정동원, 《혈액형사상 체질음식을 알면 병을 고친다》 (의성당, 2009)
- 이인우, 《홍화씨 건강법》 (태일출판사, 1998)
- 김윤숭, 《인정음》 (도서출판 한강, 2009)
- 김윤숭, 《지리산문학 21》 (도서출판 움, 2010)
- 김윤숭, 《지리산문학인 반백음》 (도서출판 움, 2010)
- 김윤숭, 《지리산문학인 소요유》 (도서출판 우리시, 2011)
- 최은아, 《의황》 (범우사, 2012)